# Stadion Szombierek Bytom
Das Stadion Szombierek Bytom ist ein Fußballstadion in Szombierki, einem Stadtteil von Bytom. Die Anlage verfügt über keine Beleuchtung, die Spielfeldmaße betragen 105 mal 68 Meter.
Das von KWK Szombierki gebaute Stadion ist Teil des Sport- und Freizeitzentrums, in dem der Verein Szombierki Bytom untergebracht ist.
Die Anlage wurde in 1968 gebaut und bietet Platz für 20.000 Zuschauer (zuvor spielte der Verein auf einem Platz an der Zabrzańska-Straße). Seit dem 2. Juli 2007 ist der gesamte Sport- und Freizeitkomplex in den Besitz der Stadt Bytom übergegangen. Der Verein ist jedoch Nutzer der Anlage und übt dort sportliche und geschäftliche Aktivitäten aus.
Das Sport- und Freizeitzentrum umfasst insgesamt 27 Hektar Grundstücksfläche. Es besteht aus einem Sportstadion, einem Clubhaus, drei Trainingsplätzen (zwei Rasen- und einem Kiesplatz), zwei im Sommer geöffneten Gastronomiebetrieben und asphaltierten Tennisplätzen.
Auf dem Anwesen finden verschiedene Veranstaltungen statt, darunter ein monatlicher Flohmarkt, Sportturniere, kulturelle Veranstaltungen und Hundeausstellungen.
Am 24. März 2009 wurde die Anlage modernisiert, die Renovierung des Stadions kostete ca. 452.000 PLN und wurde von Infopol aus Bytom durchgeführt. Der Umfang der Arbeiten am Stadtstadion umfasste unter anderem die Verbreiterung der bestehenden Stufen des Zuschauerraums und den Austausch der Betonoberfläche sowie den Bau von Strukturen für die Montage von 537 Kunststoffsitzen. Im Zuge der Modernisierung des Stadions erfolgte auch die Erneuerung der Tribünenüberdachung, die Überdachung des Mittelbereichs sowie der Abriss der seitlichen Bereiche der bestehenden Überdachung. Die Modernisierung dauerte bis zum 20. Juni 2009.